# Bhópál
Bhópál (hindština: भोपाल, urdština: بھوپال, [bʰoːpɑːl]IPA) je město v centrální Indii, hlavní město indického státu Madhjapradéš a administrativní středisko okresu i divize Bhópál. Po Indauru je Bhópál v Madhjapradéši druhým největším městem. Jeho povrch pokrytý množstvím přírodních i umělých jezer dal městu přízvisko Město jezer.
Historicky byl Bhópál také název muslimského domorodého státu v centrální Indii. Město vzbudilo mezinárodní pozornost v souvislosti s bhópálskou katastrofou, když se z továrny společnosti Union Carbide (nyní součást Dow Chemical Company) 3. prosince 1984 v noci uniklo více než 40 tun smrtícího methylisokyanátu. Jedovatý plyn má na svědomí asi 20 tisíc mrtvých a na následky postižení prý v průměru každý měsíc umírá dalších 10-15 lidí. Celkem bylo v Bhópálu postiženo přes půl miliónu lidí.